# Bosque y matorral mediterráneo

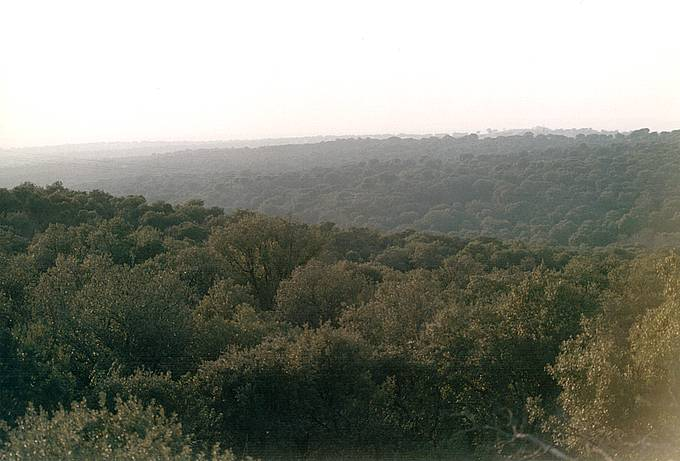
Encinar denso en el Monte del Pardo (España).

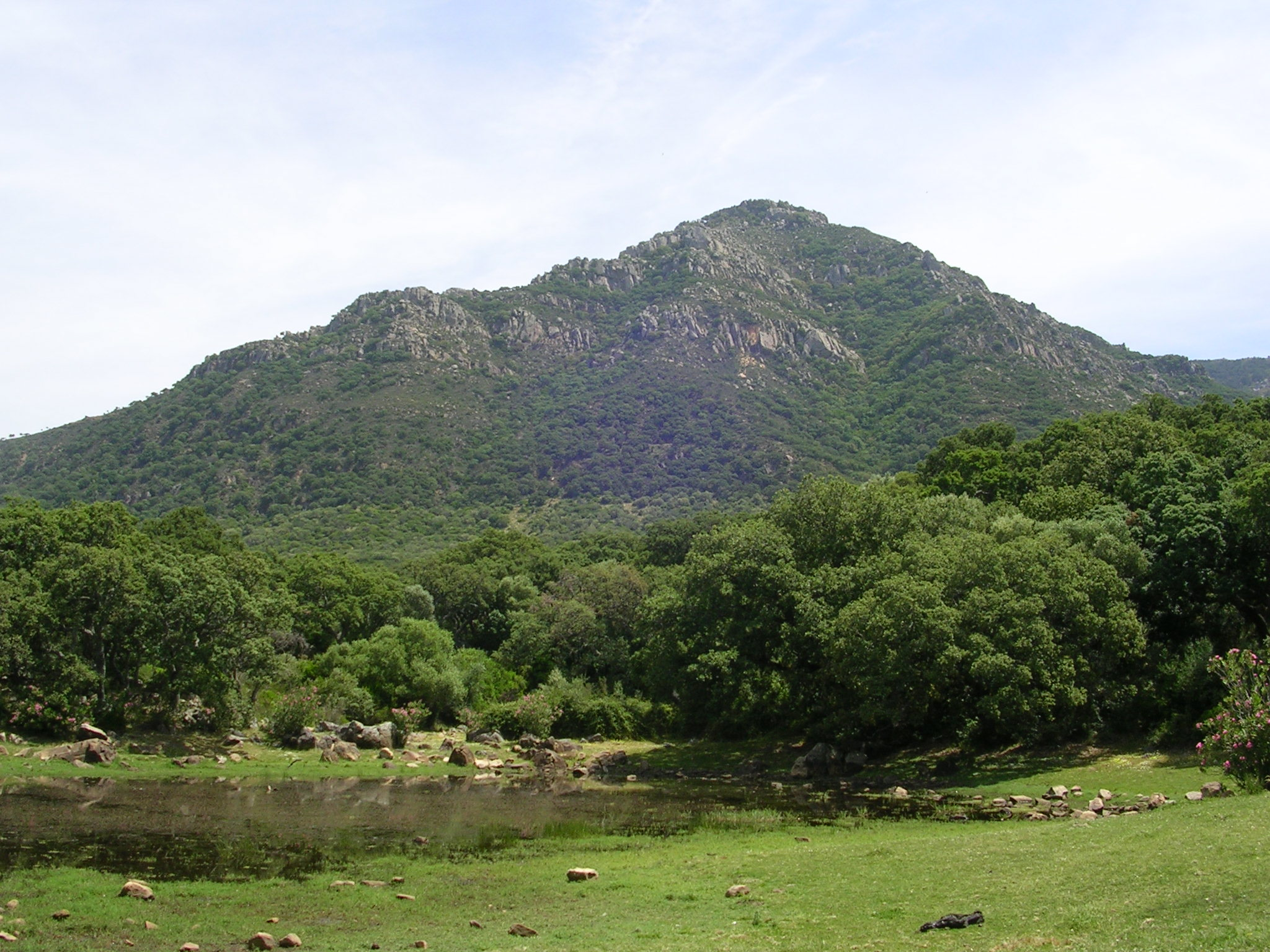
Alcornocales en la provincia de Cádiz.

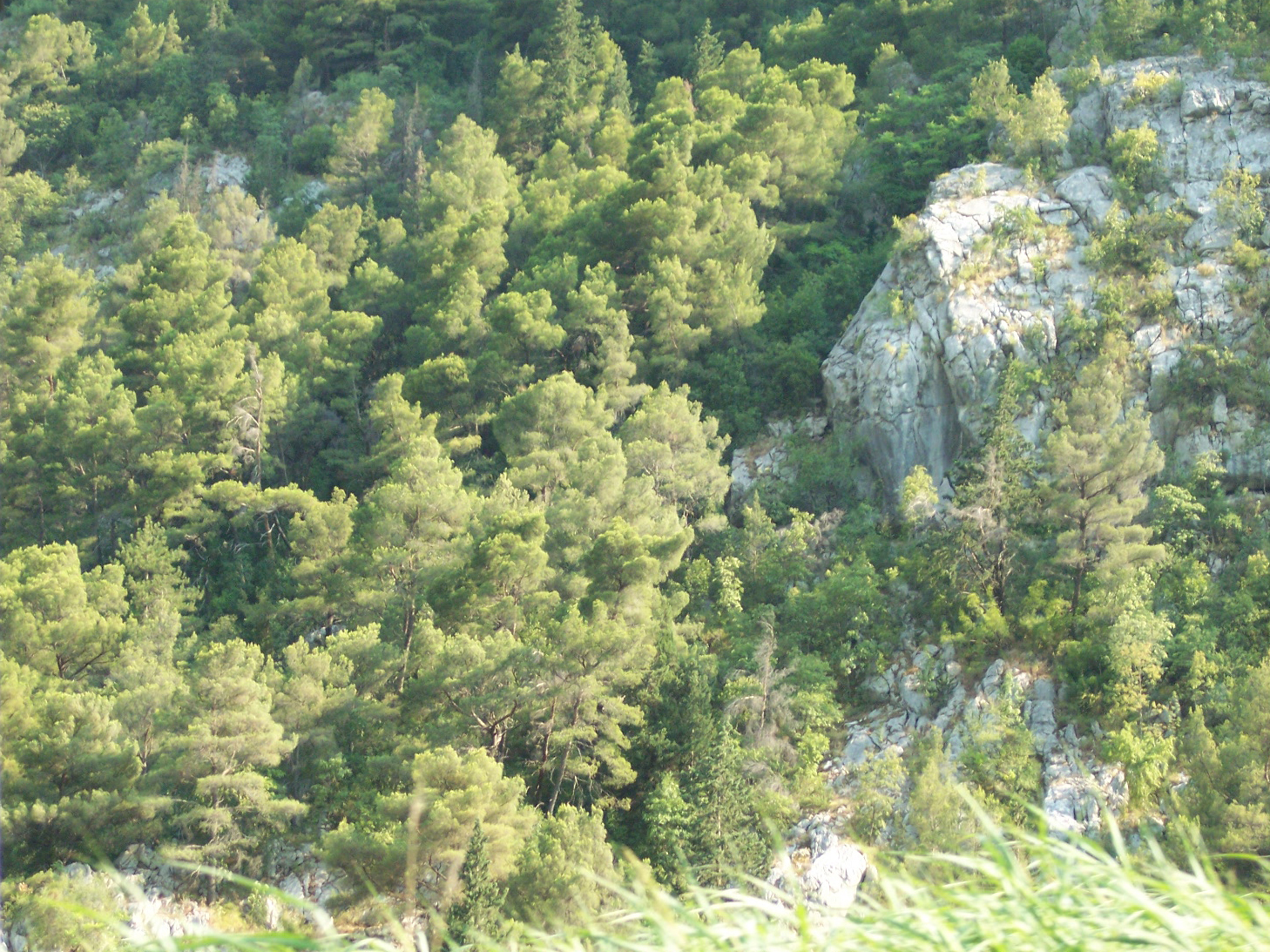
Bosque secundario de pino carrasco (Croacia), especie oportunista que crece allí donde el encinar mediterráneo se ha degradado.

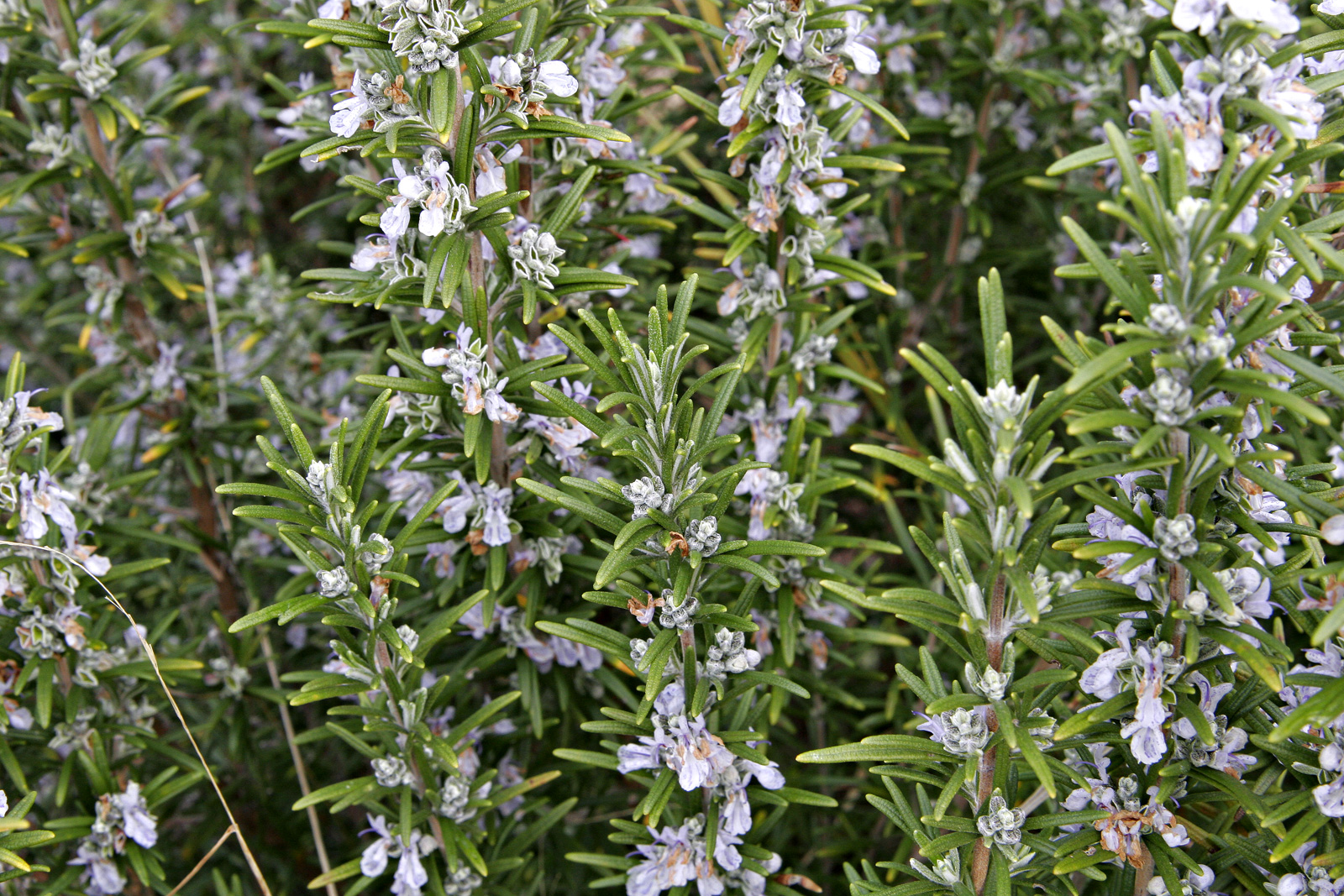
Romero, un arbusto característico de los claros del bosque mediterráneo.

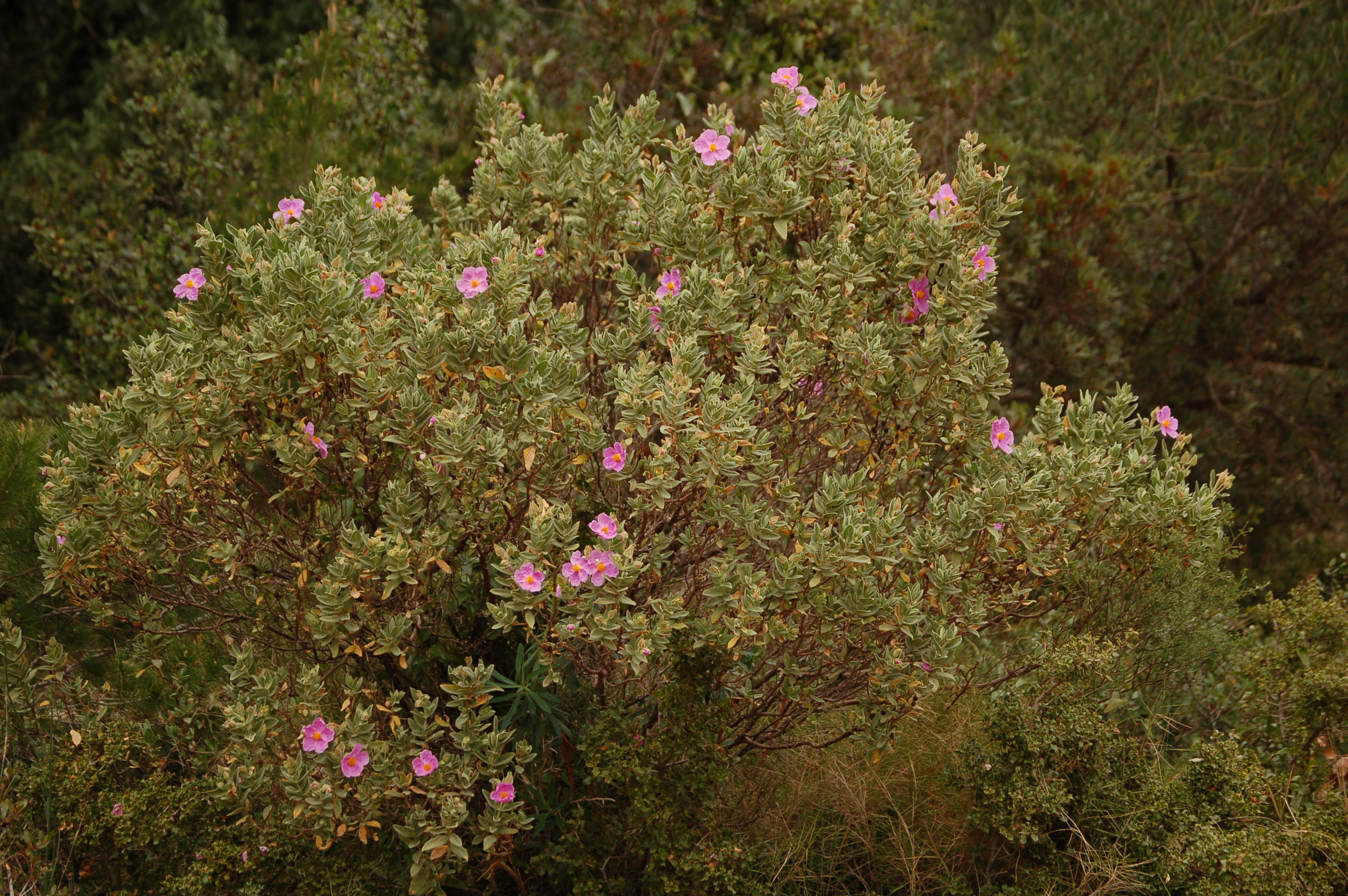
Jara blanca, un arbusto característico de los claros del bosque mediterráneo.

El bosque y matorral mediterráneo o durisilva es un bioma de bosques y matorrales que se desarrolla en regiones con clima mediterráneo, caracterizado por inviernos templados, veranos secos, otoños cálidos y primaveras con abundantes precipitaciones. Aunque es altamente sensible a la desertificación, algunas especies de vegetación están adaptadas al fuego, puede dar lugar a frecuentes incendios forestales dado que es un tipo de bioma árido, de vegetación xerófila (adaptada al medio seco) y poca biodiversidad. Está representado por comunidades vegetales similares adaptadas para soportar el verano árido y se encuentran en cinco regiones climáticas mediterráneas del mundo:
- Primariamente en la cuenca endorreica alrededor del mar Mediterráneo
- Chaparral californiano
- Matorral chileno
- Fynbos sudafricano
- Mallee al sudoeste y sur de Australia

En todos los casos están situadas en la fachada occidental de los continentes, hacia los 30° y los 40° (44° en el Mediterráneo). El suelo dominante es el rojo mediterráneo, el pardo y la terra rossa relicta.

## Características
La vegetación típica es esclerófila y xerófila, ya que tiene que soportar la aridez estival. 
La especie dominante es la encina y el alcornoque. 
El sotobosque es leñoso, espinoso y aromático, con especies  como el lentisco, el aladierno, numerosas lianas como la zarzaparrilla y, en los claros, las jaras, el romero y el tomillo. En el cortejo florístico aparecen especies como el pino carrasco y el pino piñonero, la sabina, el madroño, etc. En las zonas más húmedas aparece el quejigo; en suelos silíceos aparece el alcornoque.
En la transición con otras biocenosis pueden aparecer especies frondosas como matorral, junto con las xerófilas, en un bosque mixto. Es muy importante el bosque galería, en el que aparecen especies frondosas como el chopo o el olmo, que encontramos en los márgenes de los ríos, lagos y lagunas.
El fuego juega un papel importante en la dinámica de estos bosques y, por ello, las especies que lo componen han desarrollado numerosos mecanismos para adaptarse a los incendios. Así, por ejemplo, los alcornoques presentan cortezas muy gruesas para protegerse; encinas y robles melojos presentan una gran capacidad rebrotadora; y las jaras forman semillas que germinan más fácilmente cuando se ven sometidas a altas temperaturas.
Los bosques mediterráneos son en su mayor parte perennifolios, aunque también hay especies marcescentes, es decir, que presentan hojas caducas pero que permanecen en el árbol hasta la siguiente primavera, para proteger las yemas de las nuevas hojas. Las hojas de los árboles están cubiertas de cera para reducir la pérdida de humedad en los meses cálidos. En general, estos bosques presentan un número relativamente poco variado de especies en el dosel arbóreo.
El país mediterráneo ha estado poblado desde muy antiguamente, y la intervención humana en la biocenosis ha sido decisiva para formar el paisaje y el medio. El bosque se degrada en garriga, dominada por la coscoja, maquia y estepa mediterránea, dependiendo de la importancia de la degradación. En la península ibérica existe un tipo de aclarado del bosque mediterráneo conocido como dehesa.

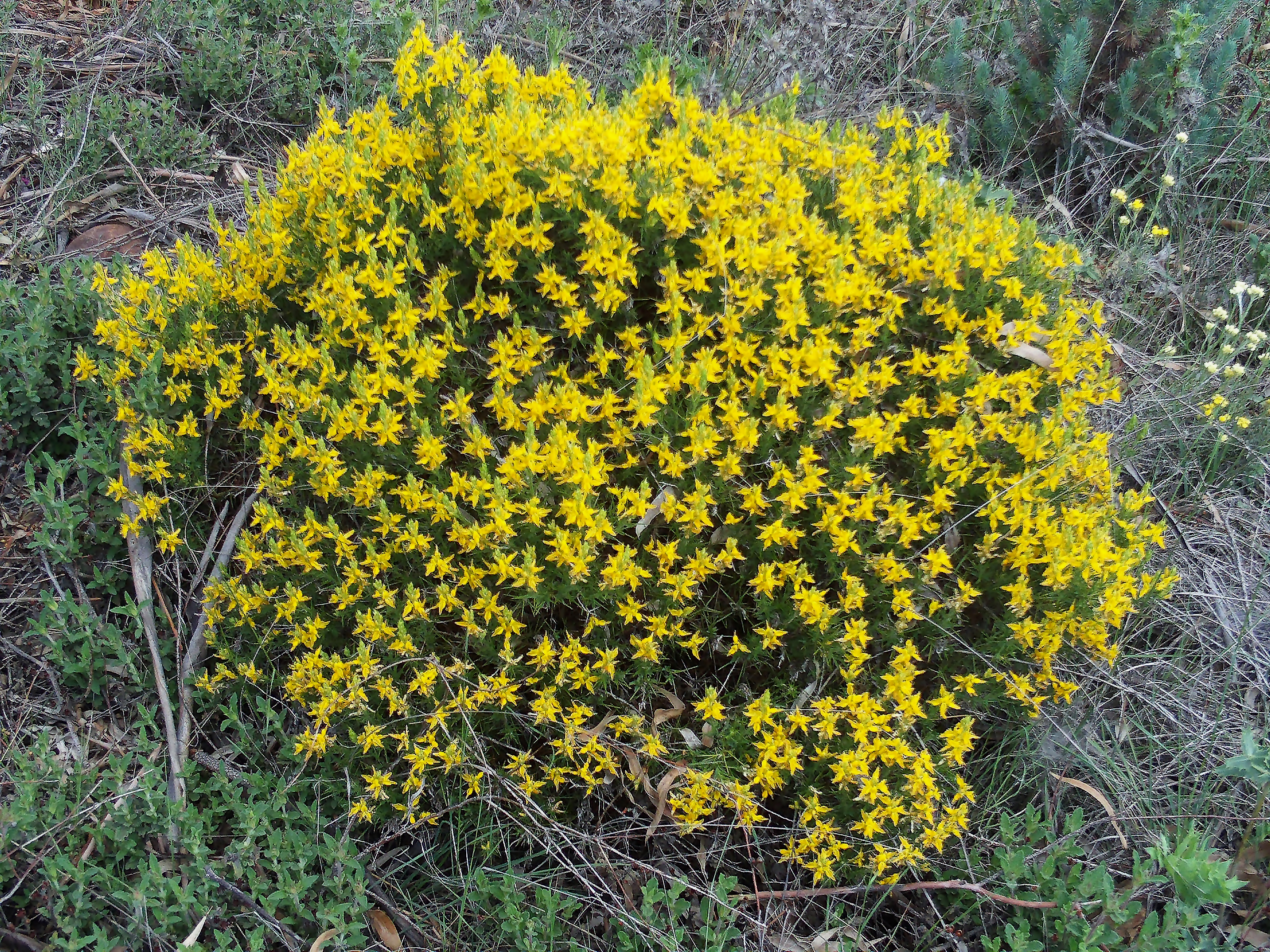
Vista de aulaga

El matorral mediterráneo está compuesto de coscoja, enebro, aulaga y lavanda.
El ecosistema de bosque mediterráneo es muy sensible a la desertificación si se destruye su cubierta vegetal. Las lluvias torrenciales arrastran el suelo con facilidad y se erosiona con gran rapidez.

## Origen y evolución del bosque mediterráneo

### Origen
El origen de la región mediterránea se encuentra en los márgenes de un antiguo océano mesozoico, el Mar de Tetis, que separaba los primitivos continentes de Laurasia y Gondwana (África de Europa). Este sufrió importantes modificaciones sobre todo durante la orogenia alpina, que se extiende desde el Cretácico Medio (100 Ma) hasta finales del Mioceno (7 Ma).
Ya en el Cenozoico, durante el Paleoceno-Eoceno (65-38 Ma), nos encontramos ante un ambiente cálido, forestal y húmedo en el continente europeo.
A finales del Oligoceno (35-23 Ma), se observa un descenso de temperaturas y precipitaciones, instalándose definitivamente las condiciones de alta presión que condicionan la disponibilidad de agua tan característica de la región mediterránea.

### Evolución
Los acontecimientos más importantes que han condicionado la evolución de la vegetación mediterránea han sido:
- Contacto entre Norteamérica y Eurasia, que se prolonga desde el Mesozoico hasta finales del Paleoceno (60 Ma).

Esto explica claramente la similitud que podemos encontrar entre muchas especies de California y del Mediterráneo europeo, como por ejemplo: Acer, Alnus, Arbutus, Clematis, Crataegus, Berberis, Helianthemum, Cupressus, Fraxinus, Juniperus, Lonicera, Prunus, Rhamnus, Rosa, Rubus, Smilax, Lavatera, Salvia, Viburnum, Vitis, Pinus  y Quercus.
- El Mioceno fue  un periodo bastante particular en cuanto a configuración espacial se refiere. Podíamos encontrarnos con zonas emergidas, mares salpicados de pequeñas islas, lo que llevó al aislamiento y  formación por tanto de nuevas especies. Cabe mencionar que durante el Mesiniense (6,7-5,2 Ma) tuvo lugar un fenómeno de extrema aridez que transformó el Mediterráneo en un área de marjales, invadidos por xerófilos y halófilos.

Hoy día parece haber suficientes estudios que hacen pensar que el paisaje del Mioceno es más complejo de lo que se creía, con bosques húmedos y tropicales en el sur de Europa y el Norte de África.
- A finales del Terciario, en el Plioceno, tuvieron lugar importantes crisis climáticas de cierta periodicidad, que asentaron las condiciones de aridez y enfriamiento, todo ello condicionado por la apertura del Estrecho.

Así a finales del Terciario la vegetación mediterránea se componía básicamente de: varios tipos de Quercus (Quercus ilex, Quercus faginea, Quercus coccifera, Quercus cerris) o Castanea, Acer monspessulanum, Carpinus orientalis, Smilax, Phillyrea, Cistus, Olea, Myrica y Pistacia, palmáceas (Sabal, Chamaerops), lauráceas (Laurus, Cinnamomum, Persea, Sassafras, Oreodaphne), juglandáceas (Carya, Pterocarya, Platicaria, Engelhardia), taxodiáceas (Taxodium, Sequoia, Sciadopitys), rizoforáceas, celastráceas (Microtropis), hamamelidáceas (Liquidambar, Hamamelis, Parrotia), nisáceas (Nyssa), coníferas (Pinus, Abies, Picea, Tsuga, Cedrus, Cathaya) y caducifolios (Fagus, Corylus, Betula, Tilia, Populus, Salix, Ulmus, Alnus).
Este conjunto de crisis climáticas, culmina con la llegada de las primeras glaciaciones en el Hemisferio Norte, que da lugar a lo que se conoce como glaciaciones cuaternarias, hecho que supone la desaparición de las especies termófilas y la aparición de las xerófitas.

### Cuaternario
Los cambios climáticos que tuvieron lugar durante el Cuaternario (2-1,8 Ma) son decisivos para la configuración final del bosque mediterráneo. En esta etapa tuvieron lugar importantes transformaciones en la vegetación europea:
- Extinción acumulativa de taxones típicos del bosque tropical del Plioceno, como Taxodium, Sequoia, Myrica, Nyssa, Parrotia, Carya, Engelhardia, Sciadopitys, etc.

- Reducción en fases glaciares de las áreas de bosque mediterráneo (Quercus, Pinus, Cedrus y Juniperus).

- Expansión de la vegetación xerohalófila (Artemisia, Ephedra, Chenopodiaceae, Cichorioideae, Lamiaceae, Poaceae).

En definitiva podemos decir que los 2 últimos Ma en el continente europeo, han estado sometidos a una alternancia periódica de fases glaciares e interglaciares.
Así la velocidad con la que avanzaba un frente periglaciar desde el norte de Europa, hacía imposible la migración hacia el sur de especies arbóreas y arbustivas, haciendo que el mantenimiento de las condiciones frías durante una fase glaciar, fuese incompatible con la existencia de un ecosistema forestal como el mediterráneo, produciéndose por tanto un incremento de la xericidad (estepas) en el norte y centro de Europa durante cada glaciación.
Dado que el 80% del tiempo cuaternario estuvo bajo condiciones glaciares, la foresta europea solo pudo sobrevivir en hábitats favorables del sur de Europa, constituyendo lo que se conoce como reservorios filogenéticos o forestales glaciares. Estos refugios tienen una importancia extraordinaria con la llegada de las fases interglaciares, ya que supondrían los puntos de partida para la colonización del norte y centro del continente por parte de las especies forestales típicas europeas, mediante procesos de migración a nivel continental, de ahí la importancia que supone la conservación del bosque mediterráneo.

### Reservorios glaciares
Las zonas que sirvieron de refugio forestal para las especies arbóreas y arbustivas típicas del bosque mediterráneo durante la última gran glaciación (20-18 mil años) y que por tanto fueron decisivas para la colonización postglaciar,  parece que se localizaron principalmente en los Balcanes y la península ibérica.
Centrándonos en la Península, los refugios glaciares más significativos durante la última glaciación fueron:
- Cordilleras béticas, que guardaron especies leñosas mediterráneas (Quercus ilex-rotundifolia, Quercus faginea, Pinus nigra, Pinus pinaster, Arbutus unedo, Erica arborea, Pistacia lentiscus, Phillyrea angustifolia-Phillyrea media, Olea europaea), y caducifolios (Corylus avellana, Betula celtiberica, Fraxinus angustifolia, Ulmus minor-glabra, Juglans regia).

- Región suroccidental, donde encontramos Quercus lusitanica, Quercus canariensis, Rhododendron ponticum, Lonicera periclymenum subsp. hispanica, Ruscus hypophyllum, Cistus populifolius subsp. major, Genista tridentata, Genista triacanthos, Thymelaea villosa, Halimium alyssoides, Davallia canariensis).

- Región cantábrica, que durante la última glaciación albergó Pinus sylvestris, Pinus uncinata, Betula alba, Betula pendula, Juniperus, Corylus avellana, Quercus robur, Quercus petraea, Quercus ilex, Quercus suber, Fraxinus excelsior, Alnus, Ulmus, Tilia platyphyllos, Tilia cordata, Juglans, Fagus, Arbutus unedo, Erica arborea, Crataegus monogyna, Prunus, Rhamnus, Sorbus aria, Sorbus aucuparia, Sorbus torminalis, Sorbus domestica, Castanea sativa.

### Tardiglaciar y Holoceno: cambios climáticos y acción humana
Los cambios climáticos que tuvieron lugar durante el Tardiglaciar y el Holoceno pudieron provocar fuertes cambios en la disponibilidad hídrica y la distribución de las especies vegetales, aunque en el área mediterránea es muy aventurado pensar que se trata del principal y más importante determinante de estos cambios hasta hoy.
Esto nos hace pensar en otros factores como determinantes en los cambios de las especies dominantes del bosque mediterráneo o en las perturbaciones de la  diversidad arbustiva y arbórea durante el Holoceno. Así la reducción del área original del bosque mediterráneo sobre todo durante los últimos 5000 años se debería no solo a un proceso natural aridificante, sino también a la combinación del fuego, el pastoreo y la intervención humana.
Centrándonos de nuevo en la península ibérica, los bosques actuales son bastante diferentes a los que originalmente deberían existir. Lo más destacable es el proceso de esclerofilización que desde hace miles de años hasta hoy sufren nuestros bosques. Esto implica la sustitución de bosques de caducifolios de media montaña, como los de robles, por bosques de esclerófilos supramediterráneos, como los de encinas y alcornoques, más resistentes a los incendios y a la sequía, y también más productivos.
Este cambio ha podido darse no solo por un cambio climático que implicaría aumento de la temperatura, por ejemplo, sino también por la  erosión provocada por la acción del hombre, que ha dado como resultado la  destrucción del bosque mediterráneo original para la plantación de cultivos y pastos, la alimentación de herbívoros domésticos o para la obtención de carbón y leña a partir de bosques transformados en monte bajo.

### Dehesas: cambio para el aprovechamiento

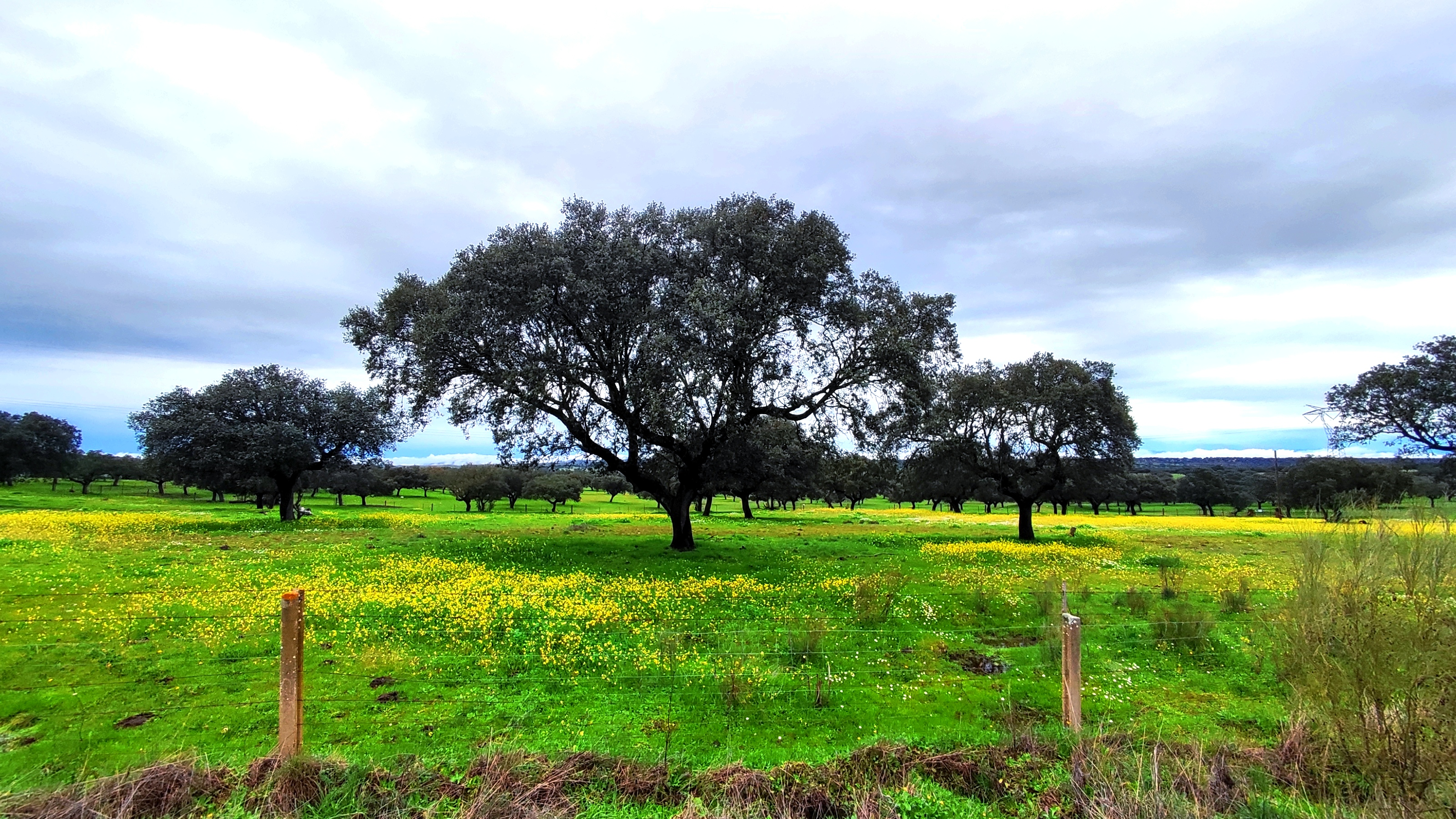
Dehesa en el Parque Nacional de Monfragüe (Extremadura, España).

La intervención del hombre en la transformación del bosque mediterráneo en los últimos dos siglos queda patente en la esclerofilización anteriormente mencionada, estando íntimamente relacionada con la sustitución del bosque mediterráneo por pastizales arbolados de escasa cobertura arbustiva, sobre todo después de la Reconquista.
Estos nuevos paisajes, las dehesas, alcanzaron su máxima extensión en el siglo XIX, debido a la demanda de superficie para el pastoreo, el cultivo de frutales, la explotación de carbón o leña y en general para el abastecimiento humano (el desarrollo de la agricultura y ganadería) de la época, para responder a la presión socioeconómica que existía. Esto se tradujo en un régimen paisajístico dominado por especies arbóreas productivas como el alcornoque o la encina y por matorrales y pastos antiguos.
A partir del siglo XIX la dehesa tradicional ha sido sustituida por un paisaje de menor diversidad, de una mayor matorralización y clareo de áreas dedicadas al pastoreo y el cultivo.
Durante estos últimos 20 años sin embargo, hay una cierta inclinación a la recuperación de la densidad del arbolado a pesar de que la superficie de matorral no cesa, algo que parece estar relacionado con las medidas de protección ambiental que se están llevando a cabo.
Son por tanto las dehesas de hoy en día, espacios seminaturales donde tenemos aún presente parte del denso arbolado de los antiguos bosques mediterráneos, coexistiendo con pastizales de escasa cobertura arbórea y/o arbustiva.

## Bosques del Mediterráneo
Los bosques tipo, explicados anteriormente, están situados en el área que rodea el mar Mediterráneo, lo que abarca el sur de Europa, el Cercano Oriente y África del Norte.

### Europa
El WWF reconoce las siguientes ecorregiones:
- Bosque caducifolio de Iliria
- Bosque de coníferas de la península ibérica
- Bosque esclerófilo y mixto del Egeo y Turquía occidental
- Bosque esclerófilo y semicaducifolio de Italia
- Bosque mediterráneo de Creta
- Bosque mediterráneo del noreste de España y el sur de Francia
- Bosque mediterráneo del suroeste de la península ibérica
- Bosque mixto de los montes Pindo
- Bosque mixto montano de los Apeninos meridionales
- Bosque mixto y esclerófilo del Tirreno y el Adriático
- Bosque montano de Córcega
- Bosque montano del noroeste de la península ibérica
- Monte bajo y matorral del sureste de la península ibérica

### Oriente Próximo
Presenta las siguientes ecorregiones de bosque mediterráneo:
- Bosque del Mediterráneo oriental
- Bosque esclerófilo y mixto del Egeo y Turquía occidental
- Bosque mediterráneo de Chipre
- Bosque mixto de Anatolia
- Bosque montano de Anatolia meridional

### África del Norte
- Bosque mediterráneo norteafricano
- Bosque seco mediterráneo y matorral suculento de acacias y erguenes
- Bosque y monte seco de las islas Canarias
- Estepa arbustiva mediterránea

## Otros bosques mediterráneos

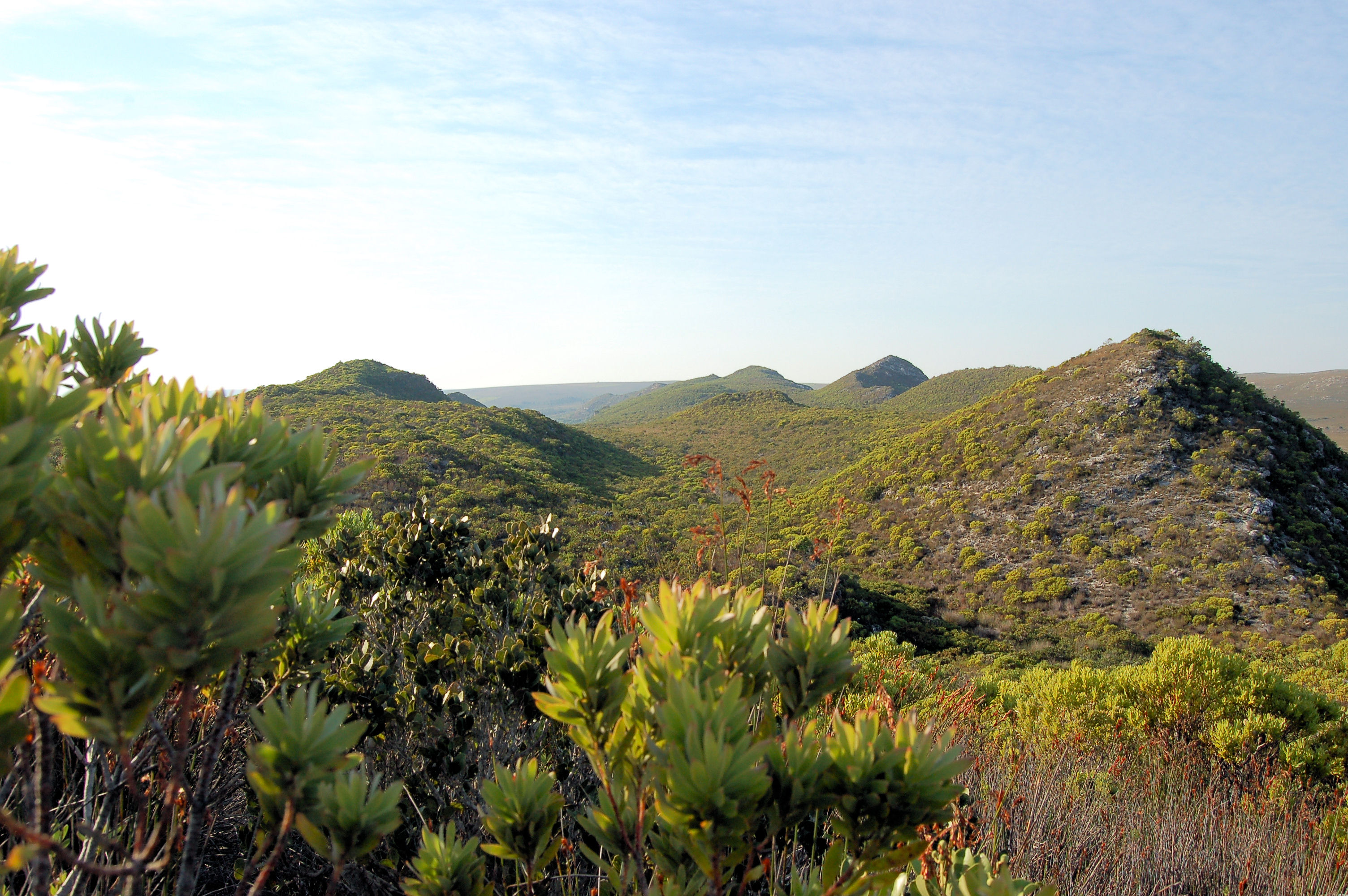
Bosque mediterráneo de tipo fynbos en Sudáfrica.

En biogeografía se distinguen, además de la región del Mediterráneo, cuatro zonas más de clima mediterráneo, situadas en la fachada occidental de los continentes, hacia los 30° y los 40°, en las que se pueden encontrar las formaciones vegetales de tipo mediterráneo. 

### Sudáfrica
La formación vegetal que ocupa la región del cabo de Buena Esperanza, en Sudáfrica, recibe el nombre de fynbos, y es un matorral compuesto por plantas de la familia de las Proteáceas; alberga un número extraordinario de especies, muchas de las cuales son endémicas; por ejemplo, existen más de 600 especies del género Erica. Entre las ecorregiones tenemos:
- Fynbos y renosterveld de montaña
- Fynbos y renosterveld de tierras bajas
- Matorral de Albany

### Australia
Al suroeste de Australia dominan los bosques de eucaliptos; si la especie presente es Eucalyptus diversicolor, el bosque se denomina karri, pero si la especie dominante es Eucalyptus marginata, el bosque recibe el nombre de bosque de Jarrah. En este caso, el sotobosque está compuesto principalmente por arbustos de la familia de las Proteáceas.

### Chile
Al centro de Chile, crece una formación vegetal esclerófila dentro de la ecorregión del matorral Chileno.Se extiende entre las cuencas de los ríos Aconcagua por el norte, hasta el Itata por el sur. Sus especies más características son, entre otras, el quillay, el peumo, la patagua, el litre, la palma chilena, el boldo, el belloto del norte, el espino, el roble de Santiago, el maitén, el maqui.

### Alta y Baja California

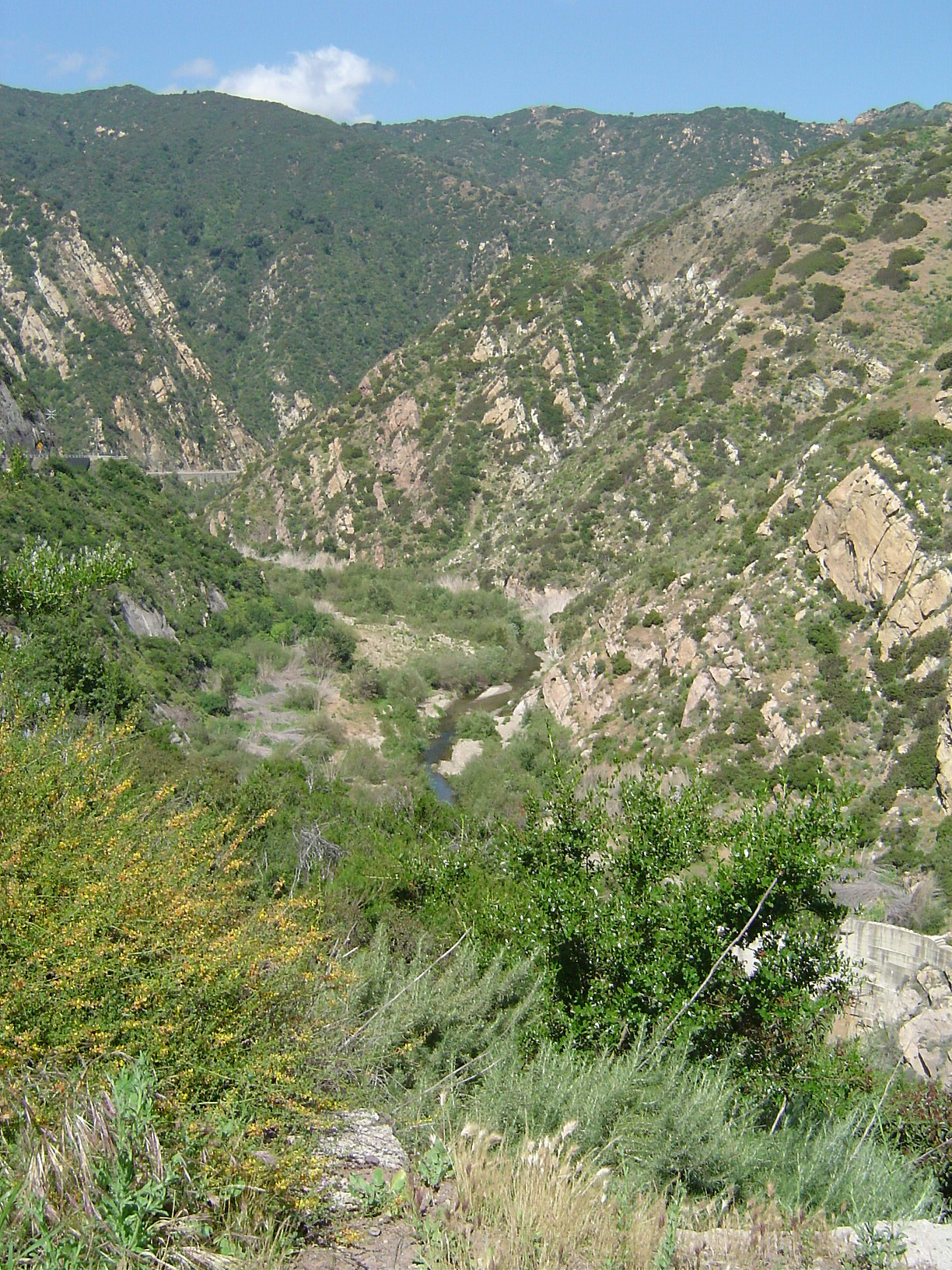
Cañón de las Montañas de Santa Mónica (California).

En el centro y sur de California así como en el extremo noroeste de Baja California, las colinas costeras están cubiertas por manzanitas (Arctostaphylos manzanita), Ceanothus, chaparros y suculentas de origen americano que forman el chaparral y que viven en las zonas más áridas. Cuando el clima se suaviza aparece una formación denominada encinal.